# Paraglenea chapaensis
Paraglenea chapaensis är en skalbaggsart som beskrevs av Stefan von Breuning 1952. Paraglenea chapaensis ingår i släktet Paraglenea och familjen långhorningar. Inga underarter finns listade i Catalogue of Life.